# Санжейский мамонт

Рисунок останков санжейского мамонта и реконструкция его головы

Санжейский мамонт — условное название останков шерстистого мамонта-подростка (Mammuthus primigenius), обнаруженных в марте 1998 года местными рыбаками вблизи села Санжейка, Одесская область, Украина.

## История находки
В марте 1998 года недалеко от рыболовецкого причала вблизи села Санжейка произошёл обвал берегового обрыва, в результате которого местные рыбаки обнаружили крупные кости. Первоначально находка не вызвала значительного интереса у сотрудников Одесского археологического и краеведческого музея, так как останки посчитали принадлежащими трогонтериевому (степному) мамонту (Mammuthus trogontherii), чьи остатки сравнительно часто встречаются в этом регионе.
Лишь спустя месяц о находке узнал археолог Игорь Сапожников, который организовал научные исследования на месте обнаружения останков.

## Описание
Из-за опасности повторного обрушения обрыва извлечь удалось лишь часть останков. В ходе раскопок были найдены два верхних зуба, половина черепа без нижней челюсти и часть левой альвеолы (гнезда, в котором крепился бивень).
По геологическим условиям залегания находки исследователи определили, что мамонт жил в период так называемого калининского оледенения (одно из поздних плейстоценовых оледенений).
Причины гибели животного установить не удалось: следов человеческого вмешательства, в том числе орудий или иных артефактов, найдено не было.
Интересно, что за два года до этого, в 1996 году, житель города Ильичёвска (ныне — Черноморск) В. Дробышев обнаружил в том же районе ещё один мамонтовый зуб. Первоначально высказывались предположения, что он может принадлежать Санжейскому мамонту, однако учёные установили, что зуб не происходил из той же челюсти. Таким образом, в районе Санжейки были найдены останки как минимум двух различных мамонтов.